# Whirld Tour 2010 - Live from Shepherd's Bush Empire, London
Whirld Tour 2010 - Live from Shepherd's Bush Empire, London è il terzo album in studio del supergruppo statunitense Transatlantic, pubblicato il 26 ottobre 2010 dalla Radiant Records.

## Descrizione
Come indicato dal titolo, il disco contiene l'intero concerto tenuto dal gruppo il 21 maggio presso il Sheperd's Bush Empire di Londra durante il Whirld Tour 2010, tour di supporto del terzo album in studio The Whirlwind.
Il disco è stato pubblicato tre edizioni: quella standard composta da un triplo CD o da due DVD e quella Deluxe, che raggruppa le due pubblicazioni standard in un unico cofanetto. Nel secondo DVD è possibile vedere un'esecuzione del brano dei Genesis The Return of the Giant Hogweed (presente in Nursery Cryme del 1971 e reinterpretato dai Transatlantic stessi per il secondo disco di The Whirldwind) registrata all'High Voltage Festival di Londra il 23 luglio 2010 con la partecipazione del chitarrista Steve Hackett.

## Tracce
Testi e musiche di Neal Morse, Mike Portnoy, Roine Stolt e Pete Trewavas, eccetto dove indicato.

### CD
CD 1
1. The Whirlwind – 79:52

CD 2
1. All of the Above – 30:19
2. We All Need Some Light – 8:40
3. Duel with the Devil – 28:31

CD 3
1. Bridge Across Forever – 6:03
2. Stranger in Your Soul – 30:00

### DVD
DVD 1
1. The Whirlwind
2. All of the Above
3. We All Need Some Light
4. Duel with the Devil

DVD 2
1. Bridge Across Forever
2. Stranger in Your Soul
3. Documentary
4. Band Interview
5. The Return of the Giant Hogweed (feat. Steve Hackett) (Tony Banks, Phil Collins, Peter Gabriel, Steve Hackett, Mike Rutherford) – originariamente interpretata dai Genesis

## Formazione
Gruppo
- Neal Morse – voce, tastiera, chitarra
- Roine Stolt – chitarra, voce
- Pete Trewavas – basso, voce
- Mike Portnoy – batteria, voce

Altri musicisti
- Daniel Gildenlöw – tastiera e chitarra aggiuntive, percussioni, cori
- Steve Hackett – chitarra aggiuntiva (DVD 2: traccia 5)